# In Time: The Best of R.E.M. 1988–2003
In Time: The Best of R.E.M. 1988–2003 är R.E.M.s andra samlingsalbum. Det gavs ut 2003. Låtarna är tagna från deras album på skivbolaget Warner Bros., från Green (1988) till Reveal (2001). Dessutom finns två nya låtar med, "Bad Day" och "Animal", liksom två låtar från filmsoundtrack, "Man on the Moon" och "All the Right Friends" från Man on the Moon respektive Vanilla Sky.

## Låtlista
1. "Man on the Moon" – 5:14
2. "The Great Beyond" – 5:07
3. "Bad Day" – 4:07
4. "What's the Frequency, Kenneth?" – 4:01
5. "All the Way to Reno (You're Gonna Be a Star)" – 4:45
6. "Losing My Religion" – 4:29
7. "E-Bow the Letter" – 5:26
8. "Orange Crush" – 3:52
9. "Imitation of Life" – 3:58
10. "Daysleeper" – 3:40
11. "Animal" – 4:02
12. "The Sidewinder Sleeps Tonite" – 4:08
13. "Stand" – 3:12
14. "Electrolite" – 4:07
15. "All the Right Friends" – 2:48
16. "Everybody Hurts" – 5:18
17. "At My Most Beautiful" – 3:36
18. "Nightswimming" – 4:18